# Fesenkov (cráter marciano)

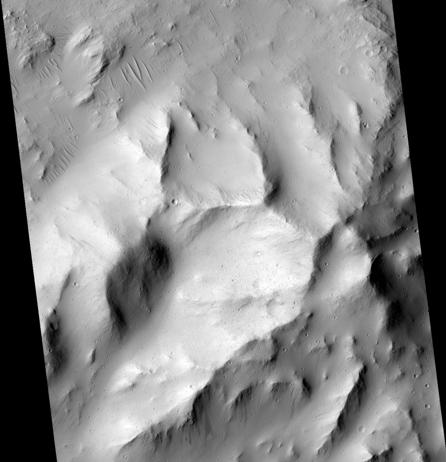
Cráter Fesenkov. Cumbre Central, observada por el dispositivo HiRISE.

Fesenkov es un cráter de impacto  de Marte situado en el cuadrángulo Lunae Palus (MC-10) Está localizado en las coordenadas 21.8° N y 86.7° O. Tiene 87,4 km de diámetro, y debe su nombre al astrofísico ruso Vasili Fesénkov (1889–1972).

Imagen infrarroja del cráter Fesenkov (THEMIS)

| [[File:Wikifesenkov.jpg\|1200px\|alt={{{Alt\|{{{descripción}}}]] |
| Cráter Fesenkov observado por la cámara CTX (a bordo del Mars Reconnaissance Orbiter). La cumbre de impacto es visible en el centro. Las zonas oscuras son debidas a la presencia de arena basáltica. (El norte, hacia la izquierda de la fotografía). |